# Teodobald
Vegeu també Teodebald
Teodobald (vers 535-555) va regnar com a rei merovingi d'Austràsia, amb capital a Reims, des del 457 fins a la seva mort.
Fill únic de Teodobert i Deutèria, tan sols era un noi malaltís de tretze anys quan el seu pare va morir i heredà el tron. Tanmateix, la lleialtat de la noblesa a la memòria del seu pare va mantenir la pau durant la seva minoria d'edat i li permeté conservar el tron.
Va casar-se amb Waldrada, filla del rei llombard Wacho, consolidant així l'aliança entre Austràsia i Llombardia. Va ser incapaç, però de mantenir les conquestes del seu pare al nord d'Itàlia.
Gregori de Tours situa la seva mort el setè any del seu regne, a causa de la seva prolongada mala salut. Al morir sense descendència masculina, l'herència sortí de la línia de Teodoric i Austràsia passà al seu tiet avi Clotari I el Vell, que aviat esdevindria rei de tots els francs.